# Station Leśnice
Station Leśnice is een spoorwegstation in de Poolse plaats Leśnice.